# Teuthowenia
Teuthowenia (лат.) — род глубоководных кальмаров из подсемейства Taoniinae семейства кранхиид (Cranchiidae). Виды этого рода характеризуются глубоководной средой обитания, прозрачными телами и способностью наполняться водой при угрозе, чтобы казаться крупнее. Все известные виды имеют видимую пищеварительную железу, которая выполняет функции желудка и печени. Содержит биолюминесцентные виды.

## Классификация
В род включают 3 вида:
- Teuthowenia maculata (Leach, 1817) — тропические воды восточной части Атлантического океана.
- Teuthowenia megalops (Prosch, 1849) — субарктические, умеренные и изредка субтропические воды северной части Атлантического океана.
- Teuthowenia pellucida (Chun, 1910) — океаны Южного полушария.